# Tage Erlander
Tage Fritiof Erlander (Ransäter, 13 de Junho de 1901 – Huddinge, 21 de Junho de 1985) foi um político social-democrata da Suécia. Ocupou o lugar de primeiro-ministro da Suécia de 11 de Outubro de 1946 a 14 de Outubro de 1969. Durante o seu mandato, viram a luz do dia as importantes reformas sociais da segurança social na doença e a pensão geral complementar.

## Carreira
Ele foi o líder do Partido Social Democrata Sueco e liderou o governo por um mandato ininterrupto de 23 anos, um dos mais longos em qualquer democracia. Isso levou Erlander a ser conhecido como "o primeiro-ministro mais longo da Suécia", referindo-se tanto à sua estatura física - 192 cm (6 pés 4 pol) - quanto ao mandato (a palavra sueca lång significa 'longo' e 'alto').
Tornando-se membro do governo de coalizão da Segunda Guerra Mundial em 1944, Erlander subiu inesperadamente à liderança após a morte do primeiro-ministro Per Albin Hansson em outubro de 1946, mantendo a posição dos social-democratas como o partido dominante no país. Conhecido por sua moderação, pragmatismo e auto-ironia, Erlander muitas vezes buscou a aprovação da oposição liberal-conservadora para suas políticas, abandonando de fato todas as pretensões de nacionalizações em larga escala, ao mesmo tempo em que introduzia reformas como seguro de saúde universal, acréscimos de pensões e um público crescente. setor, embora não tenha conseguido elevar os níveis de impostos acima dos níveis médios da OCDE na época. Até a década de 1960,os impostos de renda eram mais baixos na Suécia do que nos Estados Unidos.
Durante a maior parte de seu tempo no poder, Erlander dirigiu um governo minoritário dos social-democratas. De 1951 a 1957, ele administrou uma coalizão com a Liga dos Agricultores. Os social-democratas detinham a maioria dos assentos na câmara alta durante a maior parte deste tempo e isso permitiu que Erlander permanecesse no poder após as eleições gerais de 1956, quando os partidos de direita conquistaram a maioria. Uma eleição antecipada em 1958 reverteu esse resultado.
Na política externa, ele inicialmente buscou uma aliança de países nórdicos, mas sem sucesso, mantendo estrita neutralidade enquanto se acumulava entre as forças armadas mais impressionantes do mundo (superado apenas pelos Estados Unidos, União Soviética e Israel em termos de per-capita de gastos), tornando a Força Aérea Sueca a terceira maior do mundo, ao mesmo tempo em que rejeitava a capacidade nuclear, assinando o tratado de não proliferação nuclear em 1968. O mandato de Erlander coincidiu com a expansão econômica pós-Segunda Guerra Mundial, na Suécia conhecida como os anos recordes, em que a Suécia viu sua economia crescer para uma das dez mais fortes do mundo e, posteriormente, aderiu ao G10.
Nas eleições gerais de 1968 , ele conquistou sua sétima e mais bem-sucedida vitória, com os social-democratas conquistando a maioria absoluta do voto popular e assentos na câmara baixa. Erlander renunciou no ano seguinte durante um processo de grande reforma constitucional, e foi sucedido por seu protegido e amigo de longa data Olof Palme.